# Santa Cília de Sorerols
L'església de Santa Cília de Sorerols, o Santa Cecília, és a l'antic terme de Sorerols, mirant a la vall de Sau, al límit del terme municipal de Tavertet vora el municipi de les Masies de Roda. Conserva sencera la nau, clivellada a la volta, amb l'absis mutilat.

## Història
Era dins l'antic terme del castell de Sorerols i fou sempre una capella rural vinculada a la parròquia de Sant Miquel de Sorerols. Es documenta per primer cop el 1061-1062 en l'acta de consagració de Sant Romà de Sau on se cita «et cum ecclesia Sancte Ceciliae». La dependència de l'església de Santa Cecília de la parroquial de Sant Miquel es feu constar l'any 1091 en l'acta de consagració de Sant Miquel on s'esmenta que el rector de Sant Miquel tenia tots els drets eclesiàstics de Santa Cecília. L'any 1138 s'esmenta «sglésia antiga la qual anomenem sglésia de Sancta Cecília, en la dita parròquia de Sant Miquel».
A partir del segle xv, la devoció anà minvant; el 1687, quan la visità el bisbe Pasqual, encara tenia culte i en tenia cura Josep Tresserra, de la parròquia de Sant Bartomeu Sesgorgues, la família del qual fou propietària de l'església fins a temps recents. L'església deixà de tenir culte abans de 1750, quan els Tresserra van construir una nova capella a llur masia amb la mateixa advocació.

## Arquitectura
L'església de Santa Cecília queda adossada a una construcció rural pel cantó de ponent que formava part d'una casa de pagès. És d'una sola nau coberta amb volta de canó seguit, lleugerament apuntada, amb l'absis escapçat però que s'entreveu a la base, malgrat la construcció sobreposada d'un forn de pa de planta també semicircular. Els arcs de degradació emmarquen l'arc triomfal i l'arrencada de l'absis al mur de llevant on hi ha un gran esvoranc.
El portal d'entrada és d'arc adovellat i es troba a la façana de migjorn on també hi ha restes d'un altre portal tapiat. No en queden finestres ni cap altre element decoratiu, resta només el ràfec de lloses i el coronament frontal al mur absidal, més aixecat.
L'aparell és bastant rústec, fet amb carreus molt allargats però que manté bé les filades, horitzontals i ben travades amb bon morter de calç. Ha desaparegut el material de cobertura i la volta, força esquerdada, es troba desprotegida.
L'estructura molt senzilla de l'edifici i la tecnologia de construcció corresponen a les formes característiques del segle xi que a Osona perduraren fins ben entrat el segle xii al medi rural.